# Fritz Best

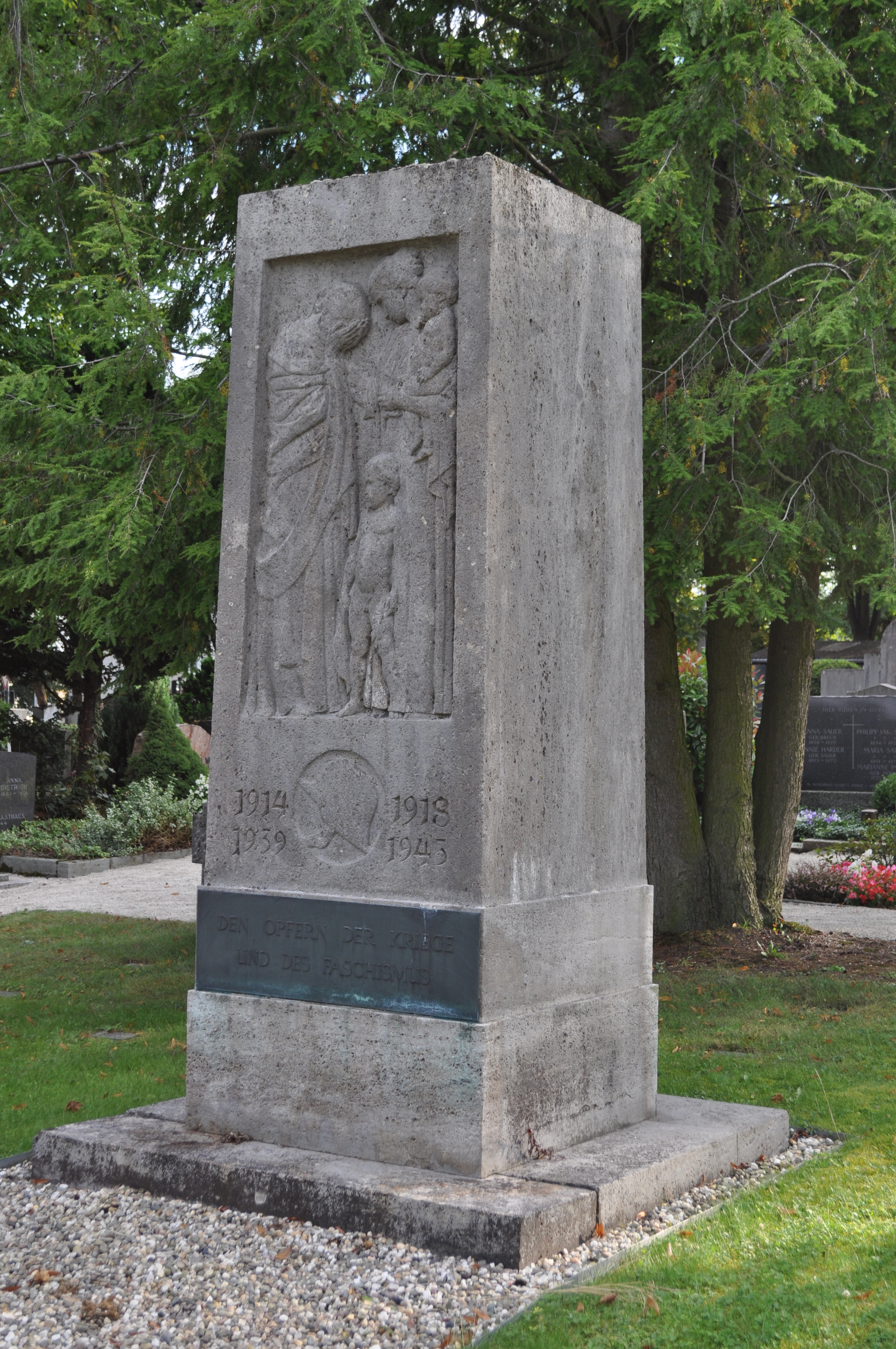
Das Relief auf dem Ehrenmal auf dem Friedhof von Kronberg stammt von Fritz Best

Fritz Best (auch Best-Cronberg; * 9. Mai 1894 in Kronberg im Taunus; † 21. Juni 1980 ebenda) war ein deutscher Maler und Bildhauer.

## Leben
Best wurde als jüngstes von vier Kindern einer alteingesessenen Kronberger Kleinbauernfamilie geboren.
Er absolvierte eine dreijährige Lehre als Holzbildhauer in Frankfurt und besuchte Abend- und Wochenendkurse im Zeichnen der Frankfurter Gewerbe- und Kunstgewerbeschule, später die Holzbildhauer-Fachklasse der Kunstgewerbeschule bei Professor Karl Mohr. Von 1918 bis 1919 studierte er an der Akademie in München bei Erwin Kurz. Ab 1921 konnte er sein Talent als Meisterschüler (mit eigenem Atelier) am Frankfurter Städel perfektionieren. 1922 wurde Best Mitglied der Frankfurter Künstlergesellschaft. 1930 kehrte Best endgültig nach Kronberg zurück, wo er im Talweg 41 ein Grundstück erworben hatte, um dort sein Atelier und Wohnhaus zu errichten. Er lebte dort bis zu seinem Tod 1980 und hatte freundschaftlichen Kontakt zu den letzten Künstlern der Kronberger Malerkolonie Nelson Kinsley und Fritz Wucherer sowie zu Hans Würzbach.
Best war von 1938 bis 1944 jährlich auf den Großen Deutschen Kunstausstellungen mit insgesamt 24 Arbeiten vertreten, von denen Arthur Greiser 1941 die Reiterstatuette „Schwemmreiter“ (Bronze) erwarb. 1948 war er Mitbegründer des Künstlerbundes Taunus. Seine Hauptwerke waren Menschen (zumeist Kleinplastiken) und Tiere im ländlichen und kleinbäuerlichen Umfeld, Landschaften und Blumen. In der Altstadt von Kronberg findet man auf dem 1973 zum 575-jährigen Jubiläum der Cronberger Schützengesellschaft 1398 gestifteten Schirnbrunnen eine von Best für diesen Anlass gefertigte Bronzefigur „Heimkehrende Bäuerin mit Ziege“ (auch „Feierabend“ genannt).
Er vermachte seinen Nachlass (Werke und Wohnhaus/Atelier) der Stadt Kronberg mit der Auflage, in seinem Haus ein Museum mit seinen Arbeiten einzurichten. In dem Haus lebte und arbeitete der Bildhauer Hermann zur Strassen. Seit dessen Auszug ist das Museum geschlossen.
Die Stadt Kronberg erinnerte an den Künstler durch Benennung eines kleinen Platzes in der Altstadt nach ihm und durch dortige Aufstellung einer Bronzebüste, die von den Kronberger Bildhauern Ilona und Fritz Barth angefertigt und gestiftet wurde. Der Fritz-Best-Platz wurde vom Kronberger Aktionskreis Lebenswerte Altstadt 1995 angelegt.

## Werke (Auswahl)
- Kronberg im Taunus: Relief am „Ehrenmal“ (= Kriegerdenkmal 1914–18)
- Ratibor (Schlesien): Büste des Reichspräsidenten von Hindenburg, im Landeshaus (1926)
- Oppeln (Oberschlesien): Büste des Reichspräsidenten von Hindenburg, in der Handelskammer